# Zoica puellula
Zoica puellula là một loài nhện trong họ Lycosidae.
Loài này thuộc chi Zoica. Zoica puellula được Eugène Simon miêu tả năm 1898.